# پردراگ مانویلوویچ (بازیکن واترپلو)
پردراگ مانویلوویچ (صربی: Предраг Манојловић؛ ۲۰ سپتامبر ۱۹۵۱ – ۱۴ سپتامبر ۲۰۱۴) بازیکن واترپلو اهل یوگسلاوی بود.
وی در مسابقات کشوری و بین‌المللی در مجموع برندهٔ ۱ مدال نقره شده‌است.